# MAZ-205 (Bus)
Der MAZ-205 (russisch МАЗ-205, deutsche Transkription eigentlich MAS-205) ist ein belarussischer Niederflur-Gelenkbus aus dem Minski Awtomobilny Sawod. Das Fahrzeug ist ein Zuggelenkbus mit angetriebener mittlerer Achse und entsprechend einer Antriebsformel von 6×2(2). Er sollte den älteren MAZ-105 ersetzen, seit 2014 existiert mit dem MAZ-215 ein überarbeiteter Nachfolger.
MAZ-205 ist die bisher einzige Fahrzeugbezeichnung des Herstellers, die doppelt vergeben wurde. In den 1950er- und 1960er-Jahren wurde bereits ein Lastwagen MAZ-205 in Großserie gebaut, der jedoch weder technisch noch historisch Gemeinsamkeiten mit dem Omnibus besitzt.

## Fahrzeugbeschreibung

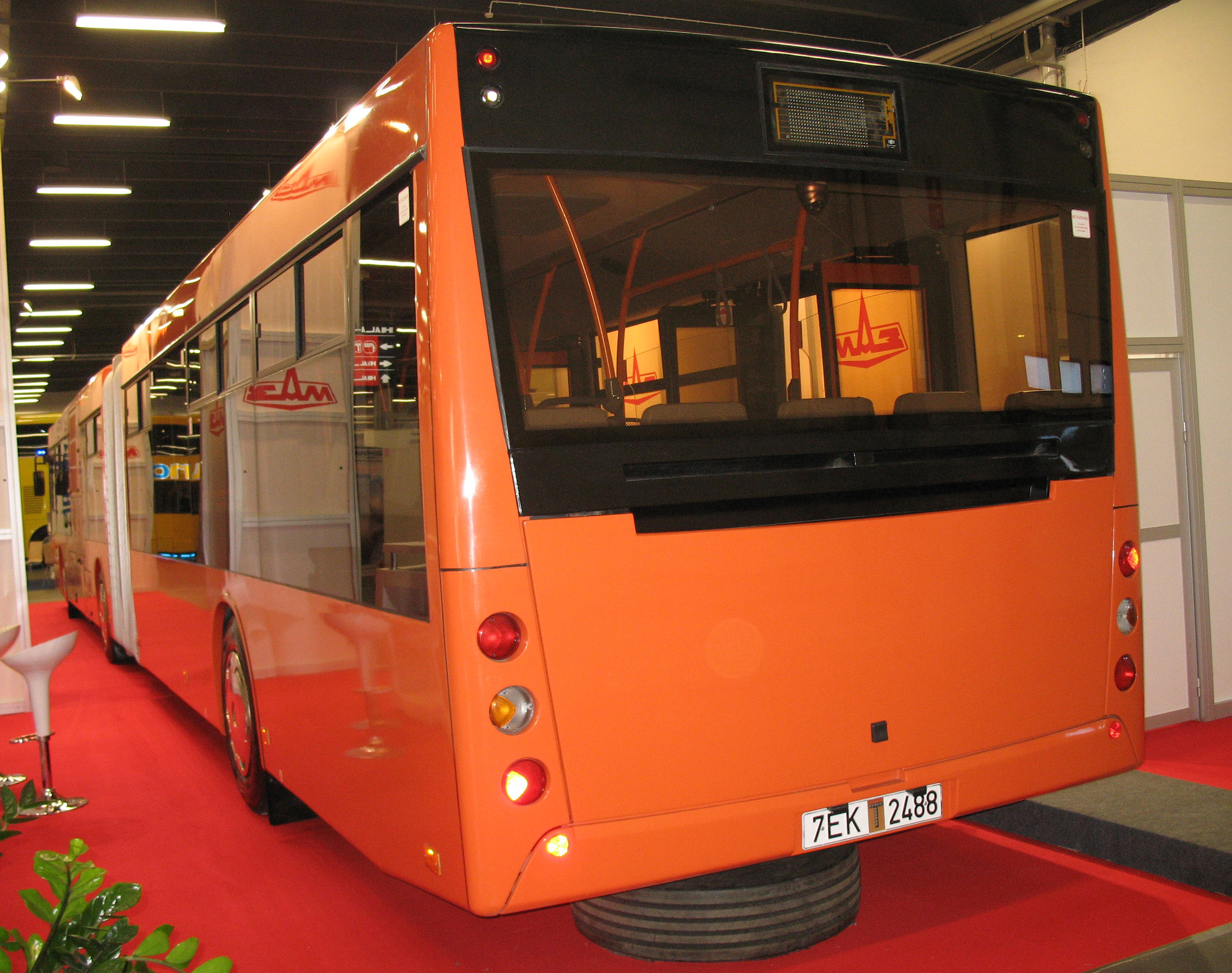
Heckansicht des Fahrzeugs (2010)

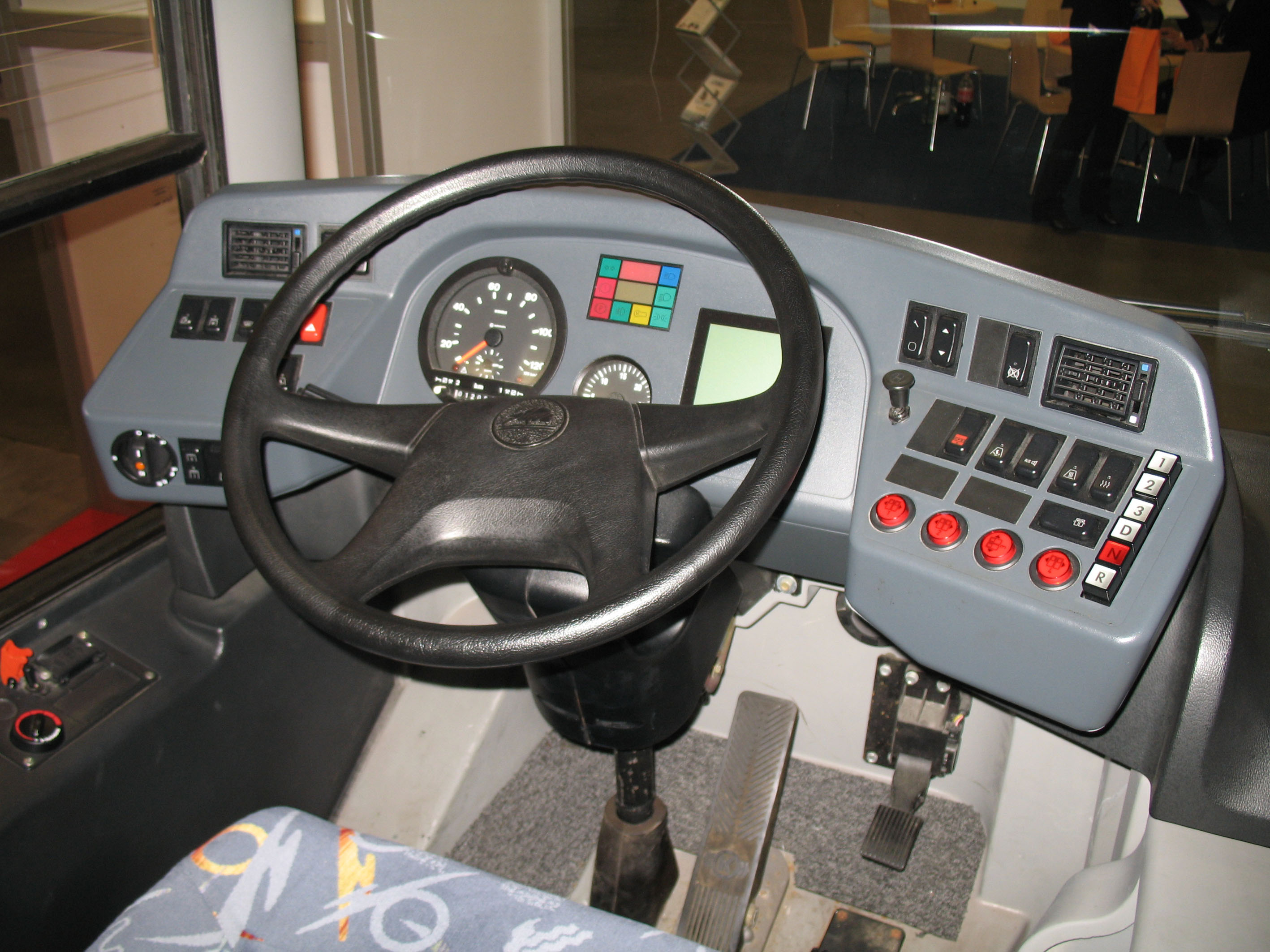
Blick auf den Arbeitsplatz des Busfahrers

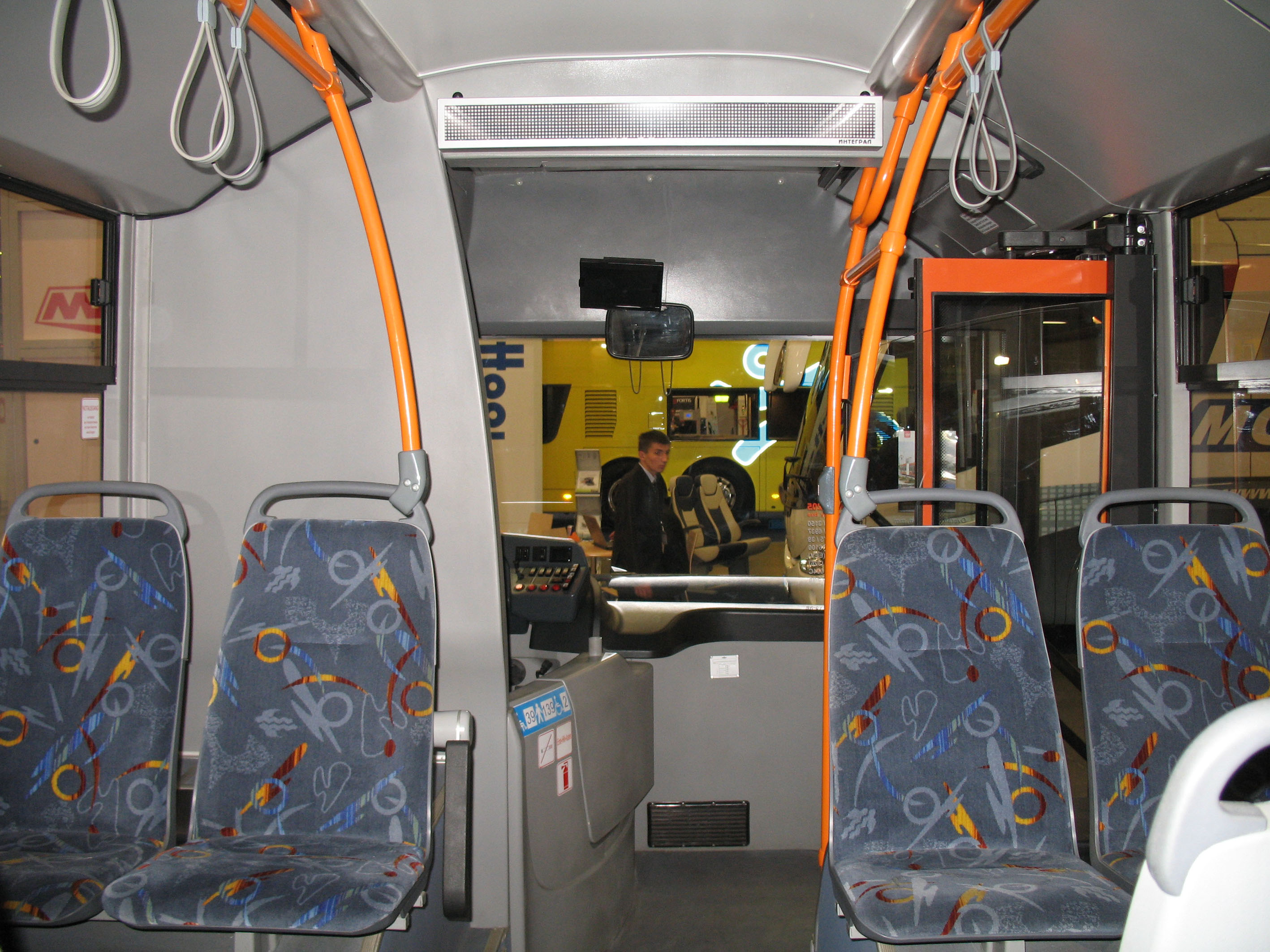
Vorderer Teil des Innenraums

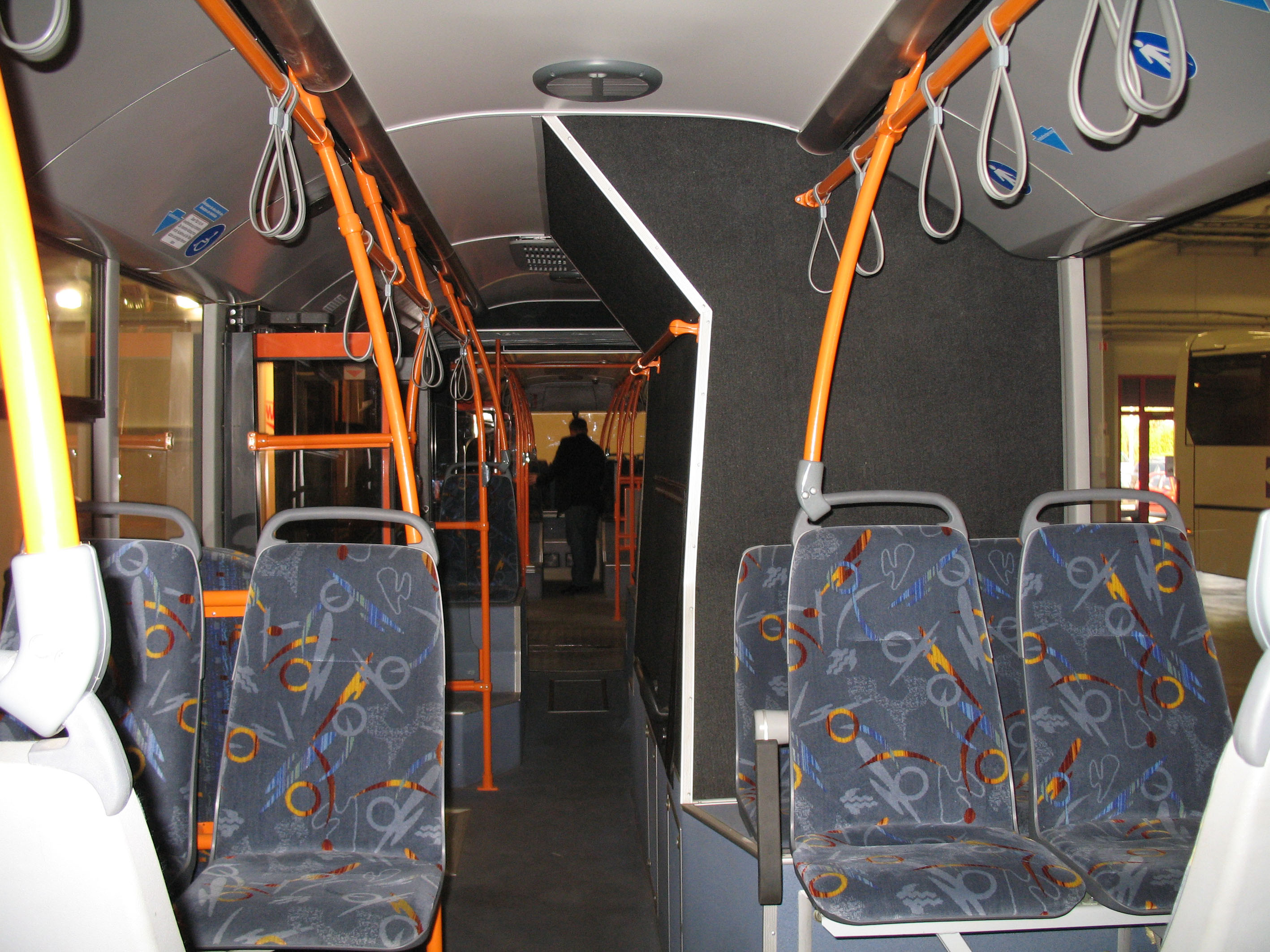
Blick auf den Motorturm

Der Wunsch, alle ökologischen Anforderungen für Hersteller in russischen und ausländischen Märkten zu erfüllen, veranlasste die Minsker Entwickler, die Umweltstandards ihrer Busse zu verbessern. Für den russischen Markt wird der MAZ-205 mit einem Mercedes-Benz-OM-926LA-Motor mit 240 kW geliefert, der der Euro-4-Norm entspricht. Für Auslandsmärkte ist das Modell MAZ-205 069 mit einem Motor OM 906LA mit 210 kW in Übereinstimmung mit Euro-5-Norm ausgestattet. Solche Motoren beschleunigen einen fast 19 Meter langen Bus (übrigens der längste in der Modellreihe des Automobilwerks Minsk) auf 75 bis 96 km/h.
Der MAZ-205 verfügt über einen Motorraum im vorderen Teil des Busses. Dieses Layout ermöglicht die Verwendung einer viel einfacheren und billigeren Gelenkeinheit, die im eigenen Haus hergestellt wird. Dadurch sinken die Produktionskosten des Fahrzeugs und die Fahreigenschaften bei winterlichen Straßenverhältnissen werden verbessert. In der Praxis verhindert diese Bauweise das Rutschen und Einknicken des Fahrzeugs auf Eis und Schnee. Der Motorraum musste vergrößert werden, um alle Systeme, die für den Umweltstandard EURO 5 erforderlich sind, unterzubringen. Der Bus verwendet Automatikgetriebe, die je nach Kundenwunsch von ZF Friedrichshafen oder Voith zugeliefert werden. Die Federung der Vorderachse sowie der Hinterachse ist pneumatisch, für einen leichteren Ein- und Ausstieg kan die Karosserie abgesenkt werden. Das Bremssystem ist pneumatisch, zweikreisig, mit Scheibenbremsen an allen Rädern sowie mit ABS- und ASR-Systemen ausgestattet.
Eine Verbesserung gegenüber MAZ-105 ist die Höhe des Busbodens gegenüber dem Straßenniveau. Das wurde von 345 mm beim MAZ-105 auf 270 mm im MAZ-205 gesenkt.
Während der Schweißphase in der Produktion werden Korrosionsschutzmittel in die Hohlräume eingebracht, um das Innere des Fahrgestells zu schützen. Aus diesem Grund gibt der Hersteller an, dass das Fahrzeug mindestens neun Jahre vor Korrosion geschützt sei.
Die Fahrerkabine ist mit einer separaten Glastür mit Spezialfenstern ausgestattet, um auch den Betrieb mit einem Schaffner zu ermöglichen, der zum Beispiel Fahrkarten verkauft. Der MAZ-205 kann sowohl mit importierten oder aus eigener Produktion stammenden Sitzen ausgestattet werden. Einige Sitze, die älteren Passagieren vorbehalten sind, sind mit Armlehnen ausgestattet. Je nach Modell stehen 35–39 Sitzplätze zur Verfügung und die Gesamtpassagierkapazität beträgt 175 Personen. Die Praxis zeigt jedoch, dass bis zu 190 Personen in den Bus passen. Die zweite Tür ist mit einer manuellen Rampe für Behinderte ausgestattet. Der Motor befindet sich jedoch dort, wo der übliche Rollstuhlplatz ist, gegenüber der zweiten Tür. Beim Betreten muss eine Person im Rollstuhl ein etwas schwieriges Manöver ausführen, um von der Tür zu dem Rollstuhlplatz zu gelangen, der sich auf der gleichen Seite des Busses wie die Türen und vor der zweiten Tür befindet. Der Bus kann mit verschiedenen Zusatzausstattungen ausgestattet werden, z. B. Bildschirmen für Informationen über die Buslinie, Sprachansagen der Bushaltestelle, Vakuum-Feuerlöschanlage usw.
Im Gegensatz zum Vorgänger MAZ-105 und dem Nachfolger MAZ-215 wurden vom MAZ-205 nur sehr wenige Fahrzeuge gefertigt. Zwischen 2009 und 2013 wurden acht Exemplare gebaut. Die ersten beiden Busse waren zunächst in der Erprobung in Minsk und wurden 2010 bzw. 2011 zusammen mit zwei weiteren Exemplaren nach Polen geliefert. Ein Fahrzeug brannte dort Anfang 2015 aus. Die letzten vier Fahrzeuge wurden 2013 nach Tjumen geliefert. Seitdem sind keine neuen Bestellungen bekannt. Gleichwohl bietet der Hersteller den MAZ-205 nach wie vor (Stand 2020) zum Kauf an.

## Technische Daten
Die Daten beziehen sich, soweit nicht anders angegeben, auf die Fahrzeuge, wie sie Mitte 2020 vom Hersteller angeboten wurden. Die Motorisierung ist teilweise identisch mit der des Nachfolgers MAZ-215.
- Motor: Sechszylinder-Viertakt-Dieselmotor
- Motortyp: Mercedes-Benz OM 926 LA
- Leistung: 326 PS (240 kW) bei 2200 min−1
- Hubraum: 7,20 l
- Drehmoment: 1300 Nm bei 1200–1600 min−1
- Abgasnorm: Euro-5
- Getriebe: ZF 6HP 604C oder Voith D854,5
- Getriebetyp: automatisches Schaltgetriebe
- Höchstgeschwindigkeit: 96 km/h
- Tankinhalt: 220 l[2]
- Bremssystem: Druckluft
- Antriebsformel: 6×2(2), „Zuggelenkbus“

Abmessungen und Gewichte
- Länge: 18.750 mm
- Breite: 2550 mm
- Höhe: 3150 mm
- Radstand: 5865 + 6937 mm
- Spurweite vorne: 2101 mm
- Spurweite mittig und hinten (Doppelbereifung): 1888 mm
- Fußbodenhöhe: 270 mm
- Sitzplätze: 39
- Stehplätze: bis 136
- Plätze insgesamt: bis 175
- Leergewicht: 16.100 kg[2]
- Zuladung: 11.900 kg
- zulässiges Gesamtgewicht: 28.000 kg[2]
- Passagiertüren: 4